# 錐體外症狀
錐體外症狀（extrapyramidal symptoms，EPS）或锥体外系症状、锥体外系反应（extrapyramidal reactions），是指由药物或疾病等因素导致身体神经运动系统功能受损，主要有急性肌张力障碍、静坐不能、帕金森综合征和迟发性运动障碍四种表现。

## 容易引發EPS之藥物
下列藥物可能引發EPS，但並非每人都會產生EPS副作用。
- 成份含有多巴胺拮抗劑的胃腸藥，如：甲氧氯普胺，在臨床上雖常用於止吐，但引發EPS機率頗高。
- 傳統抗精神病藥物（第一代抗精神病藥物），如：氟哌啶醇、奋乃静。
- 商品名为诺安命锭（商品名：Novamin）的丙氯拉嗪可能產生錐體外症候群[7]。

## 典型症狀
患者生理機能反應遲緩，如不知冷熱不知飢餓或飽足，又譬如飲水感覺好像"灌水在一個袋子裡"，此外還包括沒有尿意等。由于难以测量锥体外系症状，因此通常使用评定量表来评估运动障碍的严重程度。辛普森-安格斯量表 (SAS)、巴恩斯静坐不能评定量表 (BARS)、异常不自主运动量表 (AIMS) 和锥体外系症状评定量表 (ESRS) 是经常用于此类评估的评定量表。

### 急性肌張力不全
發生的位置多在眼部、舌頭、頸背部與四肢，因肌肉持續攣縮，症狀如：眼球上吊、眼球歪斜、牙關緊閉、歪嘴、歪頭、舌頭外吐或捲曲、角弓反張（四肢如青蛙般往軀幹的反方向伸張）、臉部扭曲歪嘴、講話語意不清。

### 靜坐不能
末梢運動無法停止運動，致使患者坐不住、煩躁不安，不停搖擺或來回踱步。

### 巴金森氏症候群
類似帕金森氏症病人的症狀，約發生在服藥後的三個月內。臨床表現有肌肉僵硬、小碎步、顫抖、表情呆滯（撲克臉）、重複舞蹈性動作。抗精神病藥物所引起的帕金森症狀，比較容易發生在老年人身上。

## 治療
抗組織胺藥物，如：苯海拉明可以紓解EPS引發的症狀，副作用是嗜睡。其它尚有抗膽鹼類藥物、鎮定劑。

## 預後
通常在注射拮抗劑後，症狀便明顯消失。